# Păuleasca (gmina Mălureni)
Păuleasca – wieś w Rumunii, w okręgu Ardżesz, w gminie Mălureni. W 2011 roku liczyła 971 mieszkańców.